# 乔恩·比尔
乔恩·比尔（英語：Jon Beare，1974年5月10日—），加拿大男子赛艇运动员。他曾代表加拿大参加2000年、2004年和2008年夏季奥林匹克运动会赛艇比赛，其中2008年奥运会获得一枚铜牌。